# 1069 Planckia
Planckia (asteróide 1069) é um asteróide da cintura principal com um diâmetro de 39,5 quilómetros, a 2,7860264 UA. Possui uma excentricidade de 0,1093419 e um período orbital de 2 020,71 dias (5,53 anos).
Planckia tem uma velocidade orbital média de 16,84052575 km/s e uma inclinação de 13,56499º.
Este corpo celeste foi descoberto em 28 de Janeiro de 1927 por Max Wolf.
Seu nome é uma homenagem ao físico Max Planck, pai da teoria quântica.